# Bivín de Viena
Bivín de Viena, de Vienne, o de Gorze (822 - 877) fue un enigmático noble franco, conde de las Ardenas, abad laico de Gorze y posible conde de Metz (hacia 842-862). Podría ser:
- hijo del conde de Amiens Ricardo II (785-825), hijo a su vez de Ricardo I, conde de Rouen. En este caso sería yerno de Bosón el Viejo;
- hijo de Bosón el Viejo (?- hacia 855), conde en Italia;
- hijo de Harduín conde de Ponthieu (797-826) nieto de Carlomagno y casado con Riquilda de Borgoña;

A su vez se le considera padre de:
- Ricardo I de Borgoña conocido como el Justiciero, fundador del Ducado de Borgoña.
- Bosón de Provenza, rey de Borgoña Cisjurana con Provenza.
- Riquilda de las Ardenas, concubina y segunda esposa (870) del rey de Francia Carlos el Calvo.